# Línea 19 (EMT Madrid)
La línea 19 de la EMT de Madrid une la plaza de Cataluña con la plaza de Legazpi.

## Características
La línea comunica estas dos plazas atravesando el corazón del distrito de Salamanca, sin tocar el distrito Centro.
Anteriormente la línea se denominaba Pza. Legazpi - Velázquez, teniendo su cabecera al final de la calle Velázquez, hasta que en 2004 se llevó hasta la cercana Plaza de Cataluña, cambiando así la denominación de la línea por Pza. Cataluña - Pza. Legazpi.
En la mayor parte del recorrido de la línea, cada sentido de circulación se realiza por una vía diferente, coincidiendo tan solo ambos sentidos durante menos de 500 m en el inicio de las líneas (paseo de las Delicias y avenida del Doctor Arce) y en su recorrido a través de la Plaza del Emperador Carlos V, el Paseo de la Infanta Isabel y la calle Alfonso XII.

### Frecuencias
| Lunes a viernes laborables |               |
| De 6:00 a 9:00             | 5-11 minutos  |
| De 9:00 a 20:00            | 3-5 minutos   |
| De 20:00 a 23:00           | 4-12 minutos  |
| Sábados laborables         |               |
| De 6:00 a 10:00            | 10-20 minutos |
| De 10:00 a 22:00           | 9-13 minutos  |
| De 22:00 a 23:00           | 13-15 minutos |
| Domingos y festivos        |               |
| De 7:00 a 10:00            | 12-30 minutos |
| De 10:00 a 21:00           | 10-15 minutos |
| De 21:00 a 23:00           | 15-20 minutos |

## Recorrido y paradas

### Sentido Plaza de Legazpi
La línea inicia su recorrido en la Plaza de Cataluña, en el distrito de Chamartín, desde la cual sale por la Avenida del Doctor Arce, que recorre en su totalidad hasta llegar a la Plaza de la República Argentina, donde toma la salida hacia la calle Serrano.
A continuación, la línea recorre la calle Serrano hasta llegar a la Puerta de Alcalá, en la Plaza de la Independencia, en la que toma la salida de la calle Alfonso XII recorriéndola entera. Al final de esta calle, gira a la derecha para incorporarse al Paseo de la Infanta Isabel, que recorre hasta la Plaza del Emperador Carlos V, en la que toma la salida hacia el Paseo de Santa María de la Cabeza.
Una vez en este paseo, dentro del distrito de Arganzuela, la línea se desvía unos m después a la izquierda por la calle Batalla del Salado, que recorre entera hasta desembocar en la calle Embajadores, que toma girando de nuevo a la izquierda, hasta la Plaza de la Beata María Ana de Jesús, donde toma el paseo de las Delicias, teniendo su cabecera al final del mismo, junto a la Plaza de Legazpi.
| Código | Parada                            | Común con                  | Conexiones con Metro y Cercanías | Otros |
| ------ | --------------------------------- | -------------------------- | -------------------------------- | ----- |
| 5167   | PLAZA DE CATALUÑA                 |                            | Concha Espina                    |       |
| 417    | Santa Gema                        | 16                         |                                  |       |
| 536    | Doctor Arce                       | 16                         |                                  |       |
| 443    | República Argentina               | 16 51                      | República Argentina              |       |
| 444    | Ramiro de Maeztu                  | 16 51                      |                                  |       |
| 445    | Residencia de Estudiantes         | 16 51                      |                                  |       |
| 446    | Serrano-María de Molina           | 9 16 51                    |                                  |       |
| 447    | Serrano-Diego de León             | 9 16 51                    |                                  |       |
| 448    | Serrano-Maldonado                 | 9 51                       |                                  |       |
| 4710   | Serrano-Juan Bravo                | 9 51                       |                                  |       |
| 449    | Serrano-Ortega y Gasset           | 1 9 51 74                  |                                  |       |
| 451    | Metro Serrano                     | 1 9 51 74                  | Serrano                          |       |
| 452    | Museo Arqueológico                | 1 9 51 74                  |                                  |       |
| 2171   | Puerta de Alcalá                  |                            | Retiro                           |       |
| 2172   | Casón del Buen Retiro             |                            |                                  |       |
| 5005   | Alfonso XII-Jardín Botánico       |                            |                                  |       |
| 2176   | Cuesta de Moyano                  |                            |                                  |       |
| 5700   | Alfonso XII-Estación de Atocha    |                            | Atocha                           |       |
| 4839   | Batalla del Salado-Delicias       | 45 55 86                   |                                  |       |
| 1976   | Centro Dotacional Arganzuela      | 45 47 86 247               | Palos de la Frontera             |       |
| 1186   | Ferrocarril                       | 8 45 47 86 247             |                                  |       |
| 1187   | Batalla del Salado-Embajadores    | 8 45 47 86 247             |                                  |       |
| 1188   | Beata                             | 8 45 47 59 85 86 247       |                                  |       |
| 1170   | Legazpi                           | 8 45 47 59 62 76 85 86 247 | Legazpi                          |       |
| 1171   | LEGAZPI (Pº de las Delicias, 139) |                            | Legazpi                          |       |

### Sentido Plaza de Cataluña
La línea inicia su recorrido en el paseo de las Delicias junto a la plaza de Legazpi. Desde aquí sale por el paseo de las Delicias subiendo por el mismo hasta la Plaza del Emperador Carlos V, donde sale por el Paseo de la Infanta Isabel pasando frente a la estación de Atocha para inmediatamente girar a la izquierda por la calle Alfonso XII.
Recorre esta calle en su totalidad saliendo hasta la Puerta de Alcalá, donde gira a la derecha para incorporarse a la calle de Alcalá, por la que circula hasta girar a la izquierda incorporándose a la calle Velázquez.
A continuación, la línea recorre la calle Velázquez en su totalidad hasta desembocar en la Avenida del Doctor Arce, por la que llega a la plaza de Cataluña, donde acaba su recorrido en este sentido.
| Código | Parada                            | Común con                | Conexiones con Metro y Cercanías | Otros |
| ------ | --------------------------------- | ------------------------ | -------------------------------- | ----- |
| 1171   | LEGAZPI (Pº de las Delicias, 139) |                          | Legazpi                          |       |
| 1182   | Beata                             | 8 45 47 59 85 86 247     |                                  |       |
| 5036   | Delicias-Cáceres                  | 8 45 47 59 85 86 247     |                                  |       |
| 1183   | Estación de Delicias              | 45 47 59 85 86 247       | Delicias                         |       |
| 1184   | Metro Palos de la Frontera        | 6 45 47 55 59 85 86 247  | Palos de la Frontera             |       |
| 89     | Delicias-Atocha                   | 6 45                     |                                  |       |
| 1166   | Estación de Atocha                | SE766                    | Atocha                           |       |
| 1567   | Alfonso XII-Estación de Atocha    |                          |                                  |       |
| 2177   | Cuesta de Moyano                  |                          |                                  |       |
| 2175   | Alfonso XII-Jardín Botánico       |                          |                                  |       |
| 2173   | Casón del Buen Retiro             |                          |                                  |       |
| 162    | Puerta de Alcalá-Retiro           | 1 2 9 15 20 51 52 74 146 | Retiro                           |       |
| 423    | Velázquez-Villanueva              | 1 9 51 74                |                                  |       |
| 424    | Velázquez-Goya                    | 1 9 51 74                | Velázquez                        |       |
| 425    | Velázquez-Goya                    | 1 9 51 74                |                                  |       |
| 426    | Velázquez-Ortega y Gasset         | 1 9 51 74                |                                  |       |
| 427    | Velázquez-Juan Bravo              | 9 51                     | Núñez de Balboa                  |       |
| 428    | Velázquez-Diego de León           | 9 51                     |                                  |       |
| 5377   | Velázquez-María de Molina         | 9 51                     |                                  |       |
| 430    | Velázquez-López de Hoyos          | 16 51                    |                                  |       |
| 431    | Velázquez-Joaquín Costa           | 16 51                    | República Argentina              |       |
| 432    | Velázquez-Rodríguez Marín         | 16 51                    |                                  |       |
| 418    | Doctor Arce                       | 16 51                    |                                  |       |
| 416    | Santa Gema                        | 7 16 51                  |                                  |       |
| 5167   | PLAZA DE CATALUÑA                 |                          | Concha Espina                    |       |

## Galería de imágenes

Mapa zonal de la estación de metro de Serrano con los recorridos de las líneas de autobuses, entre las que aparece el 19.
Mapa zonal de la estación de metro de Velázquez con los recorridos de las líneas de autobuses, entre las que aparece el 19.
Mapa zonal de la estación de metro de Núñez de Balboa con los recorridos de las líneas de autobuses, entre las que aparece el 19.